# Parti français national-collectiviste
De Parti français national-collectiviste (Nederlands: Franse Nationale Collectivistische Partij, PFNC), aanvankelijk bekend onder de naam Parti français national communiste (1934-1940), was een extreemrechtse politieke partij in Frankrijk die bestond van 1934 tot 1944. Tijdens de Tweede Wereldoorlog collaboreerde de partij verregaand met de Duitsers.

## Geschiedenis
De partij werd op 7 april 1934 opgericht door Pierre Clémenti (1910-1982), een Corsicaanse sportjournalist die aanvankelijk werkte voor een partijkrant van de Parti radical-socialiste (PRS). Hij richtte de partij op uit onvrede over de aanpak van de conventionele partijen van de politieke en economische crisis waar Frankrijk in verkeerde. De ideologie van de partij was het nationaal-communisme, volgens Clémenti een synthese van nationalisme en communisme. Hierbij moet worden opgemerkt dat de Clémenti "communisme" opvatte als gemeenschappelijkheid in traditionele zin. Dit was volgens hem de oorspronkelijke bedoeling van het communisme voordat Karl Marx met het begrip aan de haal ging.. De Franse Revolutie en het hieruit voortgekomen liberalisme, alsook het kapitalisme en wetenschappelijk socialisme worden van de hand gewezen. Zij hebben volgens Clémenti alleen maar gezorgd voor decadentie, een onjuist vrijheidsbegrip en individualisme. De remedie voor dit alles waren gemeenschapszin, een door de staat geleide economie, corporatisme (socialisme national), nationalisme en traditionalisme. De ideeën van de Franse Revolutie pakten volgens Clémenti vooral nadelig uit voor de arbeiders. Binnen het traditionalistische kader meende hij, hadden de werkgevers (landeigenaren e.d.) de morele taak om voor hun ondergeschikten te zorgen; door het individualisme behoeften de werkgevers (fabrieksdirecteuren, kapitalisten) zich nu niets meer aan te trekken om het lot van de werknemers (arbeiders). Het nationaal-communisme, eigenlijk een vorm van neo-traditionalisme, zou de grandeur van weleer doen laten herleven. Omdat mensen van oudsher in gemeenschappen wonen is het "communisme" zo oud als de mensheid zelve. Voor één aspect van de drieslag "vrijheid, gelijkheid en broederschap", namelijk het begrip "broederschap" kon Clémenti's waardering hebben. Mocht de PFNC ooit aan de macht komen dan moest "broederschap" prioriteit krijgen boven de in zijn ogen abstracte begrippen "vrijheid" en "gelijkheid." Sympathie had Clémenti ook voor de negentiende-eeuwse utopische socialisten als Proudhon, Lucien Deslinières en Blanqui.
De PFNC was verder voorstander van "rattachisme", de aanhechting van Wallonië bij Frankrijk. Hij stond in contact met het Waalse Legioen. In 1936 riep hij op tot een aanval op België om zo Wallonië te veroveren en bij Frankrijk te voegen.
Vanaf het begin was Clémenti hoofdredacteur van de partijkrant Le Pays libre, waarin ook verschillende antisemitische artikelen circuleerden. Joden zaten volgens hem achter de Franse Revolutie en omdat zij stateloos waren, hadden zij het internationalisme bedacht. Daarenboven waren de meeste joden of kapitalist of marxist. Joden hoorden niet in Frankrijk thuis en de regering moest daarom komen tot een oplossing van het joodse vraagstuk. Volgens Wirsching moet het antisemitisme van de PFNC niet te lichtzinnig worden genomen, zeker omdat Clémenti nauwe betrekkingen onderhield met Julius Streicher die hij meerdere keren had ontmoet tijdens partijcongressen van de NSDAP en bij andere gelegenheden.
Eind jaren dertig was de PFNC vooral gekant tegen de linkse Volksfront-regering (1936-1937). Vanwege zijn antisemitische artikelen stond Clémenti in augustus 1939 terecht en werd veroordeeld. Zijn straf was echter zeer laag.
Clémenti werd in september 1939, kort na het uitbreken van de Tweede Wereldoorlog door een rechtbank werd veroordeeld tot een gevangenisstraf van drie maanden. Na zijn vrijlating nam hij dienst in het leger en onderscheidde zich in de strijd tegen de Duitsers.

### Collaboratie

Partijvlag van de PFNC

In de zomer van 1940, na de wapenstilstand tussen Duitsland en Frankrijk, werden de activiteiten van de PFNC hervat in het door Duitsland bezette deel van het land. Voorwaarde van de Duitse bezetter was wel dat de naam van de partij moest worden gewijzigd om zo iedere verwijzing naar het communisme te voorkomen. Men besloot de afkorting te handhaven en de partijnaam werd gewijzigd in Parti français national-collectiviste (Franse Nationale Collectivistische Partij). Het naambestanddeel "collectiviste", collectivisme, wees volgens Clémenti naar "gemeenschap" en de "natie." Het hoofdkwartier werd gevestigd aan de Rue de l'Arcade in het 8e arrondissement van Parijs. De paramilitaire vleugel van de PFNC was betrokken bij vernielingen van joodse eigendommen en binnen de PFNC was men druk bezig een oplossing te bedenken voor het joodse vraagstuk. In 1941 werd er ook een vrouwenafdeling, Femmes Françaises, opgericht. Jacques Dursort, die onlangs was toegetreden tot de PFNC besprak openlijk de mogelijkheid tot vernietiging van de joden.
In 1941 besloot Clémenti dat de PFNC zich ook in het niet-bezette deel van Frankrijk moest organiseren en opende een kantoor in Lyon. Clémenti betuigde zijn aanhankelijkheid aan de oude maarschalk Philippe Pétain, het collaborerende staatshoofd van Vichy-Frankrijk. De andere fascistische partijen in Vichy-Frankrijk, de Parti populaire français (PPF) van Jacques Doriot en de Rassemblement national populaire (RNP) van Marcel Déat, hadden weinig op met Clémenti en diens PFNC en vooral de relatie tussen Clémenti en Doriot was zeer slecht. Reeds voor de oorlog schreef Clémenti dat Doriot, een voormalig communist, gewoon een marxist was en geen echter fascist. In vergelijking tot de PPF en RNP was de PFNC overigens maar een dwergpartijtje die volgens schattingen op zijn hoogtepunt hoogstens 2000 leden zou hebben geteld..
In 1941 was Clémenti een van de oprichters van het Légion des volontaires français contre le bolchévisme (Frans Vrijwilligerslegioen tegen het Bolsjewisme) die Franse mannen aanzocht om dienst te nemen in de strijd tegen de Sovjet-Unie aan het Oostfront. Clémenti nam zelf ook daadwerkelijk deel aan de strijd en vocht gedurende 1942 en 1943 met het legioen in de Sovjet-Unie. Eric Labat nam Clémenti's functie als hoofdredacteur van Le Pays libre over en werd ook de facto leider van de PNFC tijdens de afwezigheid van Clémenti. Labat verzette zich tegen pogingen van de Vichy-regering om de collaborerende partijen samen te voegen tot een eenheidspartij. Wel rekruteerde hij samen met de leiding van het RNP vrijwilligers voor de Milice française, de in 1943 door de Vichy-regering opgerichte paramilitaire organisatie die de Duitsers hielp in de strijd tegen het verzet.

### Na de oorlog
Na de bevrijding van Parijs (1944) werd de PFNC door de voorlopige regering tot verboden organisatie verklaard. Leden van de PFNC werden vervolgens opgepakt om te worden berecht. Na de bevrijding van heel Frankrijk, doken een aantal leden van de partij onder, zoals Clémenti - die inmiddels van het Oostfront was teruggekeerd. Dursort deed zich aanvankelijk voor als een verzetsstrijder en sloot zich aan bij de Rassemblement du peuple français (RPF). Dursort was zelfs - totdat zijn verleden aan het licht kwam - lid van de gemeenteraad van Parijs. Na zijn ontmaskering in 1961 werd hij tot aftreden gedwongen en uit de Union pour la nouvelle République (UNR), de opvolgers van de RPF, gesloten. Clémenti verbleef waarschijnlijk in Duitsland en werd bij verstek ter dood veroordeeld, maar in de loop van de jaren vijftig kon hij naar Frankrijk terugkeren. In de jaren zestig hervatte Clémenti zijn extreemrechtse activiteiten en stond later in verbinding met de Duitse neonazistische Nationaldemokratische Partei Deutschlands en in 1969 was hij medeoprichter van l'Ordre Nouveau ("De Nieuwe Orde"). Ook stond hij bekend als een ontkenner van de Holocaust.

## Verwijzingen
1. ↑  Of 7 februari 1934
2. 1 2 3  Gilbert Merlio: Ni gauche, ni droite, Maison des Sciences de l’Homme d’Aquitaine 1995, hoofdstuk van Andreas Wirsching: Tradition contre-révolutionnaire et socialisme national : le Parti Français National-Communiste 1934-1939, pp. 245-253
3. ↑  René Dunan, Les menées nazies en France. Clémenti, propagandiste de l'antisémitisme hitlérien est arrêté, in Ce Soir, 30 juli 1939, p. 3
4. ↑  Het is zeer aanvechtbaar om collectivisme gelijk te stellen aan gemeenschap; hetzelfde geldt echter ook voor de eerdere interpretatie die men aan het woord communisme gaf.
5. ↑  Hans Werner Neulen: An deutscher Seite: Internationale Freiwillige von Wehrmacht und Waffen-SS, München, Universitas Verlag, 1992, p. 98
6. ↑  Catherine Lanneau: Démarches wallonnes en temps de guerre. Deux France très courtisées, in het Journaal van de Belgische Geschiedenis, aflevering 21, 2009, pp. 173–210.